# نظرية الفن
نظرية الفن هي نظرية تهدف إلى التناقض مع تعريف الفن. تقليديا، تتكون التعريفات من شروط ضرورية وكافية ويقلب مثال مضاد واحد مثل هذا التعريف. من ناحية أخرى، فإن التنظير حول الفن مشابه لنظرية ظاهرة طبيعية مثل الجاذبية. في الواقع، القصد من نظرية الفن هو معاملة الفن كظاهرة طبيعية يجب التحقيق فيها مثل أي نظرية أخرى. تتم أيضًا مناقشة مسألة ما إذا كان يمكن للمرء التحدث عن نظرية في الفن دون استخدام مفهوم الفن.
الدافع وراء البحث عن نظرية، بدلاً من تعريف، هو أن أفضل عقولنا لم تكن قادرة على إيجاد تعريفات بدون أمثلة مضادة. يفترض مصطلح "تعريف" وجود مفاهيم، في شيء ما على طول الخطوط الأفلاطونية، والتعريف هو محاولة للوصول إلى جوهر المفهوم واستخراجه ويفترض أيضًا أن بعضًا منا على الأقل يتمتع بإمكانية الوصول الفكري إلى هذه المفاهيم. في المقابل، فإن "المفهوم" هو محاولة فردية لفهم الجوهر المفترض وراء هذا المصطلح الشائع بينما لا أحد لديه "وصول" إلى المفهوم.
تفترض نظرية الفن أن كل واحد منا نحن البشر يستخدم مفاهيم مختلفة لمفهوم الفن غير القابل للتحقيق، ونتيجة لذلك يجب أن نلجأ إلى البحث الإنساني الدنيوي.

## المؤسسية
النظرية المؤسسية للفن هي نظرية حول طبيعة الفن ترى أن الشيء لا يمكن أن يصبح فنًا إلا في سياق المؤسسة المعروفة باسم "عالم الفن".
معالجة مسألة ما يجعل، على سبيل المثال، الفن "الجاهز" لمارسيل دوشامب، أو لماذا كومة من كرتون بريلو في سوبر ماركت ليس فنًا، في حين أن بريلو بوكسيس الشهير لآندي وارهول (كومة من نسخ كرتون بريلو) هو الناقد الفني وكتب الفيلسوف آرثر دانتو في مقالته عام 1964 بعنوان "عالم الفن":